# أوناي أتشبريا
أوناي أتشبريا (بالإسبانية: Unai Etxebarria) مواليد 21 نوفمبر 1972 في كاراكاس، هو دراج فنزويلي سابق في صنف سباق الدراجات على الطريق. سبق أن شارك في دورة الألعاب الأولمبية الصيفية.

## سجل النتائج

### سباقات أو مراحل فاز بها
- طواف إسبانيا

## روابط خارجية
- أوناي أتشبريا على موقع الاتحاد الدولي للدراجات (الإنجليزية)
- أوناي أتشبريا على موقع أرشيف الدراجات (الإنجليزية)
- أوناي أتشبريا على موقع إحصائيات الدراجات الإحترافية (الإنجليزية)
- أوناي أتشبريا على موقع نسبة الدراجات (الإنجليزية)
- أوناي أتشبريا على موقع CycleBase (الإنجليزية)
- أوناي أتشبريا على موقع أوليمبيديا (الإنجليزية)